# Święta Alodia
Święta Alodia (zm. 21 lub 22 października 851 w Kordobie) – rodzona siostra św. Nunilo, męczennica chrześcijańska i święta Kościoła katolickiego.
Alodia i święta Nunilo były córkami chrześcijanki i muzułmanina. Pochodziły z Huesca lub z La Rioja. Według panującego prawa powinny zostać muzułmankami. Wybrały chrześcijaństwo. Aresztowane podczas prześladowań władcy Kordoby Abd ar-Rahmana II. Ponieważ nie wyrzekły się Chrystusa, zostały ścięte. Ich męczeństwo opisał św. Eulogiusz z Kordoby.
Pochowano je w klasztorze w Leyre w Nawarze (hiszp. Monasterio de San Salvador de Leyre) w dzisiejszej Hiszpanii. W 1836 relikwie obu sióstr przeniesiono do Sangüesa.
Ich wspomnienie liturgiczne obchodzono 21, 22 lub 27 października, w polskim Kościele katolickim, 22 października.